# Heimdall (krater)
För andra betydelser, se Heimdall (olika betydelser).
Heimdall är en nedslagskrater på Jupiters måne Callisto. Den mäter 210 km i diameter. Den är namngiven efter Heimdall i den nordisk mytologin.